# Viola Davis
Viola Davis (St. Matthews, 11 de agosto de 1965) é uma atriz e produtora norte-americana. Vencedora de um Óscar, um Emmy Award, dois Tony Awards e um Grammy, dessa forma alcançando todos os principais prêmios da indústria do entretenimento, se tornando a décima oitava personalidade do mundo  e a terceira mulher negra a conquistar o título EGOT. Foi considerada pela Time uma das 100 pessoas mais influentes do planeta em 2012 e em 2017.
Graduada na Juilliard School em 1993, Davis começou sua carreira atuando em peças de teatro e em papéis coadjuvantes no cinema. É considerada uma das maiores e mais versáteis atrizes das artes cênicas. Seus primeiros papéis de destaque vieram pelos filmes Kate & Leopold (2001) e Far from Heaven (2002), e pela série de televisão Law & Order: Special Victims Unit da NBC. Em 2001 ela venceu o Tony Award de Melhor Atriz Coadjuvante em Peça pelo seu papel como Tonya na produção original de King Hedley II.
No entanto Davis alcançou maior sucesso pelo seu desempenho no drama Doubt (2008), que lhe rendeu diversas indicações, incluindo Oscar, Globo de Ouro e SAG Award, todos na categoria de Melhor Atriz Coadjuvante. Em 2010 ela recebeu o seu segundo Tony Award de Melhor Atriz Principal em Peça pela sua performance no revival da peça vencedora do Prémio Pulitzer de Teatro de August Wilson Fences (1983). Pelo seu desempenho como uma empregada doméstica na comédia dramática The Help (2011) foi indicada ao Oscar de Melhor Atriz, Globo de Ouro de Melhor Atriz - Drama, BAFTA de Melhor Atriz, e venceu o SAG Award de Melhor Atriz Principal.
Em 2016 Davis atuou no seu maior sucesso comercial no filme do Universo Estendido DC, Suicide Squad onde interpretou a vilã Amanda Waller e na aclamada adaptação cinematográfica de Fences. Pelo segundo ela venceu seu primeiro Globo de Ouro e foi novamente indicada ao SAG Award, BAFTA e Oscar de Melhor Atriz Coadjuvante, tornando-se a atriz negra com maior número de indicações ao Oscar da história. 
De 2014 a 2020 Davis interpretou a advogada Annalise Keating na série de televisão How to Get Away with Murder da ABC e em 2015 se tornou a primeira atriz negra a vencer o Emmy de Melhor Atriz em Série Dramática. Pelo seu desempenho ela também recebeu duas indicações ao Globo de Ouro de Melhor Atriz em Série Dramática e venceu dois SAG Awards de Melhor Atriz em Série Dramática, em 2015 e 2016. 
Em 2017 ganhou o Oscar de Melhor Atriz Coadjuvante por seu desempenho em Fences. Ao ganhar o prêmio ela tornou-se a primeira atriz negra a obter a Tríplice Coroa de Atuação, termo usado para descrever atores que foram premiados por sua atuação com os três prêmios de maior prestígio relacionados a essa arte, respectivamente o Oscar no cinema, o Emmy na televisão e o Tony no teatro.

## Início da vida
Davis nasceu em 11 de agosto de 1965 na fazenda de sua avó em St. Matthews, South Carolina, a segunda mais nova de seis filhos. Sua mãe, Mae Alice, era uma empregada doméstica, operária de uma fábrica e dona de casa, e seu pai Dan Davis era um treinador de cavalos. Sua família se mudou para Central Falls, Rhode Island, quando ela tinha dois meses de idade.
Sua mãe foi uma ativista durante o Movimento dos direitos civis dos negros nos Estados Unidos. Quando Davis tinha dois anos sua mãe foi presa em um desses protestos, a levando junto com ela. A atriz descreveu-se como tendo vivido na pobreza abjeta e disfunção durante sua infância e lembra de ter morado em apartamentos condenados e infestados de ratos. Davis é prima do ator Mike Colter, conhecido por interpretar Luke Cage, um super-herói da Marvel Comics.
Davis se formou em teatro na Rhode Island College, graduando-se em 1988 e em 2002 recebeu um doutorado honorário em Belas Artes da faculdade. Ela estava envolvida no serviço federal TRIO Upward Bound e nos programas Serviços TRIO de Apoio ao Estudante. Enquanto era uma adolescente seu talento foi reconhecido por Bernard Masterson quando, como diretor da Escola de Jovens para as Artes Performáticas em Rhode Island, ela recebeu uma bolsa de estudos nesse programa.

## Carreira
Em 2001 Davis foi premiada com o Tony Award de Melhor Performance Secundária de uma Atriz em uma Peça por sua interpretação em Rei Hedley II, como uma mãe de 35 anos de idade lutando eloquentemente pelo direito de abortar uma gravidez.
Davis aparece em vários filmes, incluindo três filmes dirigidos por Steven Soderbergh. Viola é também a voz sem créditos do interrogador conselho de liberdade condicional que questiona Danny Ocean (George Clooney) na primeira cena em Eleven Ocean. Ela também deu performances pequenas nos filmes Kate & Leopold e Antwone Fisher.
Em 2008 Davis atuou como Mrs. Miller na adaptação para o cinema da peça da Broadway Doubt, com Meryl Streep, Philip Seymour Hoffman e Amy Adams. Ela foi indicada para vários prêmios por esse desempenho, incluindo o Óscar de Melhor Atriz Coadjuvante.

### 1996—2007: Primeiros trabalhos
Davis entrou no Screen Actors Guild em 1996, interpretando uma enfermeira no filme The Substance of Fire, trabalho pelo qual recebeu apenas US$ 528. Em 2001 ela ganhou o Tony Award e um Drama Desk Award por sua interpretação de Tonya em King Hedley II, o que gerou a ela certo reconhecimento na cena teatral mas ainda não tinha tanta expressão em trabalhos no cinema e televisão. Ela ganhou outro Drama Desk Award por seu trabalho em uma produção off-Broadway de 2004 da Intimate Apparel.
Davis após ser premiada apareceu em vários filmes, incluindo três filmes dirigidos por Steven Soderbergh (Out of Sight, Solaris e Traffic), bem como no drama Syriana, dirigido por Stephen Gaghan e produzido por Soderbergh. Seus trabalhos na televisão incluem um papel recorrente em Law & Order: Special Victims Unit.

### 2008—2014: Reconhecimento

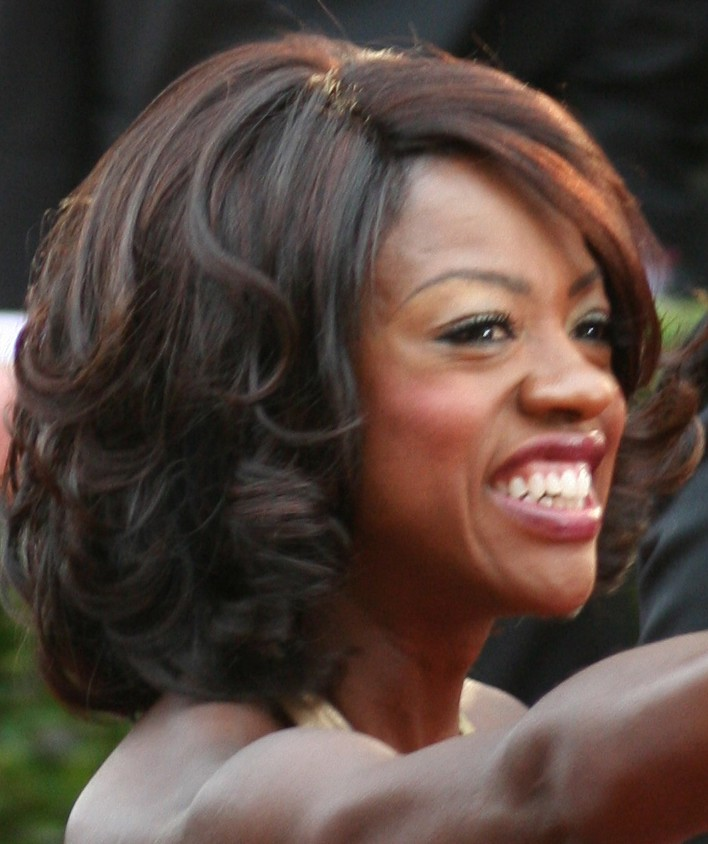
Davis no Oscar em 2009

Em 2008 Davis interpretou Mrs. Miller na adaptação cinematográfica de uma peça teatral de mesmo nome Dúvida, com Meryl Streep, Philip Seymour Hoffman e Amy Adams. Davis apareceu em uma única cena, porém a mesma foi aclamada pela crítica por sua atuação, sendo ela foi nomeada para vários prêmios por seu desempenho, incluindo um Globo de Ouro e um Oscar de Melhor Atriz Coadjuvante.
Em 13 de junho de 2010 Davis ganhou seu segundo Tony por seu papel como Rose Maxson na famosa peça Fences. Em agosto de 2011 Davis desempenhou o papel de Aibileen Clark, uma empregada doméstica no Mississippi dos anos 60, na adaptação cinematográfica do romance de Kathryn Stockett, The Help, dirigido por Tate Taylor. Por sua atuação Davis foi aclamada pela crítica, que a considerou brilhante, aparecendo em listas das melhores atuações do ano. Por fim recebeu duas indicações ao Screen Actors Guild Awards, bem como sua segunda indicação ao Oscar, desta vez na categoria de Atriz Principal , recebendo ainda indicações ao Globo de Ouro e ao Prêmio BAFTA pelo mesmo desempenho.
Nos anos seguintes recebeu o convite para interpretar Annalise Keating na série televisiva How to Get Away with Murder. Sua atuação nesse papel foi aclamada pela critica e público, recebendo inúmeras indicações a prêmios televisivos de importância como SAG Awards, Emmy Awards e Prêmios Globo de Ouro, vencendo nas demais temporadas do show.

### 2015-presente: Outros projetos

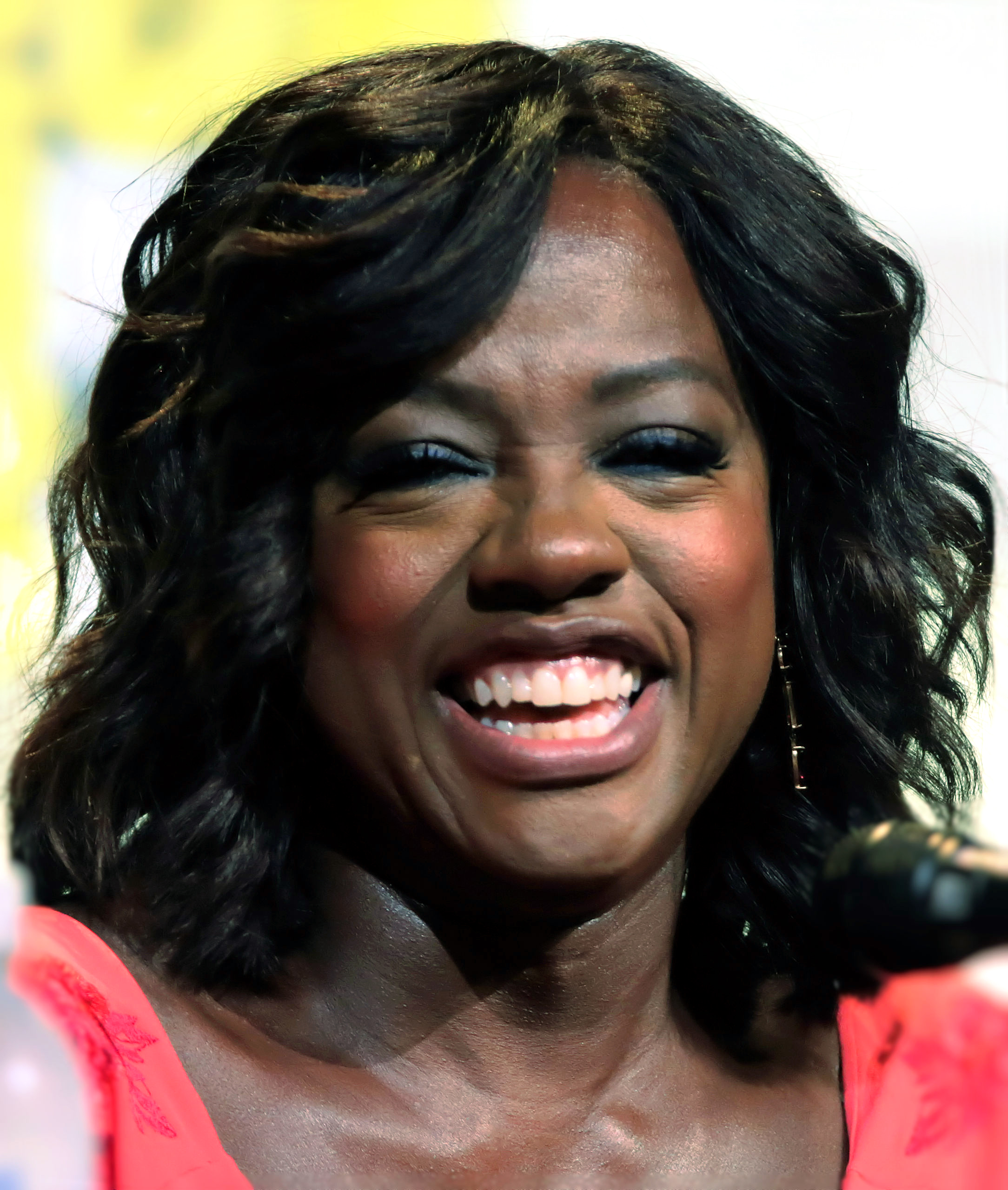
Davis na San Diego Comic-Con 2016.

Em 20 de setembro de 2015 Davis se tornou a primeira mulher negra a ganhar o prêmio Primetime Emmy de melhor atriz em série de drama por seu papel principal em How To Get Away With Murder. Davis também ganhou dois prêmios Screen Actors Guild Awards de Melhor Atriz em Série Dramática em 2014 e 2015. Ela recebeu indicações do Globo de Ouro de Melhor Atriz - Drama e Critic's Choice Award de Melhor Atriz em Série Dramática por sua atuação de Annalise Keating. Em 2016 Davis estrelou o drama Custody, no qual ela também atuou como produtora executiva, e interpretou Amanda Waller no filme Suicide Squad, uma adaptação de uma série da DC Comics de mesmo nome que foi um imenso sucesso comercial.
Davis reprisou seu papel como Rose Maxson para a adaptação cinematográfica de Fences, pelo qual recebeu aclamação da crítica e sua terceira indicação ao Oscar, tornando-se a primeira atriz negra na história a conseguir esse feito. Ela posteriormente ganhou o Oscar de Melhor Atriz Coadjuvante, o Globo de Ouro de Melhor Atriz Coadjuvante, o Prêmio BAFTA de Melhor Atriz Coadjuvante, e o prêmio Screen Actors Guild de Melhor Atriz Coadjuvante. 
Em 6 de janeiro de 2017 Davis ganhou uma estrela na Calçada da Fama de Hollywood. Em 22 de janeiro de 2018 Davis estreou Two-Sides, uma série de documentários que explora a brutalidade policial contra a comunidade afro-americana.

## Filmografia

### Cinema
| Ano  | Filme                                                | Personagem           | Notas |
| ---- | ---------------------------------------------------- | -------------------- | --- |
| 1996 | The Substance of Fire                                | Enfermeira           | |
| 1998 | Out of Sight                                         | Moselle              | |
| 2000 | Traffic                                              | Agente Social        | |
| 2001 | The Shrink Is In                                     | Robin                | |
| 2001 | Kate & Leopold                                       | Policial             | |
| 2002 | Far from Heaven                                      | Sybil                | |
| 2002 | Antwone Fisher                                       | Eva May              | Indicações Independent Spirit Award de Melhor Atriz Coadjuvante |
| 2002 | Solaris                                              | Gordon               | Indicações Black Reel Award de Melhor Atriz Coadjuvante |
| 2005 | Get Rich or Die Tryin'                               | Vovó                 | |
| 2005 | Syriana                                              | Secretária da CIA    | |
| 2006 | The Architect                                        | Tonya Nelly          | |
| 2006 | World Trade Center                                   | Mãe de um paciente   | |
| 2007 | Disturbia                                            | Detetive Parker      | |
| 2008 | Nights in Rodanthe                                   | Jean                 | |
| 2008 | Doubt                                                | Sr.ª Miller          | Prêmios Black Reel Award de Melhor Atriz Coadjuvante Houston Films Critics Society Award de Melhor Atriz Coadjuvante National Board of Review de Melhor Atriz Revelação Indicações Oscar de Melhor Atriz Coadjuvante CFCA Award de Melhor Atriz Coadjuvante Globo de Ouro Melhor Atriz Coadjuvante no Cinema LAFCA Award de Melhor Atriz Coadjuvante SAG de Melhor Atriz Coadjuvante SAG de Melhor Elenco no Cinema Satellite Award de Melhor Atriz Coadjuvante |
| 2009 | Madea Goes to Jail                                   | Ellen                | |
| 2009 | State of Play                                        | Dr.ª Judith Franklin | |
| 2009 | Law Abiding Citizen                                  | Prefeita April Henry | |
| 2010 | Knight & Day                                         | Diretora George      | |
| 2010 | Eat, Pray, Love                                      | Delia                | Indicações Black Reel Award de Melhor Atriz Coadjuvante |
| 2010 | It's Kind of a Funny Story                           | Dr.ª Minerva         | |
| 2010 | Trust                                                | Gail Friedman        | |
| 2011 | The Help                                             | Aibileen Clark       | Prêmios African-American Film Critics Association de Melhor Atriz Black Reel Award de Melhor Atriz Critics Choice de Melhor Atriz Broadcast Film Critics Association Award de Melhor Elenco Iowa Film Critics Award de Melhor Atriz NAACP Image Award de Melhor Atriz no Cinema SAG de de Melhor Atriz Principal no Cinema SAG de de Melhor Elenco no Cinema Satellite Award de Melhor Atriz Women Film Critics Award de Melhor Atriz Indicações Oscar de Melhor Atriz BAFTA de Melhor Atriz Globo de Ouro de Melhor Atriz em Filme Dramático Phoenix Film Critics Society de Melhor Atriz |
| 2011 | Extremely Loud and Incredibly Close                  | Abby Black           | |
| 2012 | Won't Back Down                                      | Nona Alberts         | Prêmios NAACP Image Award de Melhor Atriz no Cinema |
| 2013 | Beautiful Creatures                                  | Amma                 | |
| 2013 | Ender's Game                                         | Prefeita Anderson    | |
| 2013 | Prisoners                                            | Nancy Birch          | |
| 2014 | Get On Up                                            | Susie Brown          | Cinebiografia de James Brown |
| 2015 | Blackhat                                             | Carol Barrett        | |
| 2015 | Lila & Eve                                           | Lila Walcott         | |
| 2016 | Suicide Squad                                        | Amanda Waller        | |
| 2016 | Fences                                               | Rose Maxson          | Prêmios Globo de Ouro de melhor atriz coadjuvante - cinema Critics' Choice Movie Award de Melhor Atriz Secundária - Cinema New York Film Critics Circle Awardsde Melhor Atriz Secundária San Francisco Film Critics Circle de Melhor Atriz Secundária Washington D.C. Area Film Critics Association de Melhor Atriz Secundária Oscar de Melhor Atriz Coadjuvante Indicações SAG Awards de Melhor Atriz Coadjuvante- Televisão Satellite Awards de Melhor Atriz Secundária - Cinema Chicago Film Critics Association Award de Melhor Atriz Secundária                                       |
| 2017 | Justice League                                       | Amanda Waller        | |
| 2018 | Widows                                               | Veronica Rawlings    | Indicações Prêmio BFTA de Cinema: melhor atriz Satellite Awards de melhor atriz filme de drama Critics' Choice Movie Awards: melhor elenco |
| 2019 | Troop Zero                                           | Rayleen              | [ 31 ] |
| 2020 | Giving Voice                                         | Ela mesma            | |
| 2020 | Ma Rainey's Black Bottom                             | Ma Rainey            | |
| 2021 | The Suicide Squad                                    | Amanda Waller        | |
| 2022 | A Mulher Rei                                         | Nanisca              | |
| 2022 | Black Adam                                           | Amanda Waller        | |
| 2023 | The Hunger Games: The Ballad of Songbirds and Snakes | Dra. Volumnia Gaul   | |

### Televisão
| Ano       | Série/Minissérie/                                   | Personagem                 | Notas |
| --------- | --------------------------------------------------- | -------------------------- | --- |
| 1996      | NYPD Blue                                           | Mulher                     | Episódio: "Moby Greg" |
| 1996      | New York Undercover                                 | Sr.ª Stapleton             | Episódio: "Smack is Back" |
| 1998      | The Pentagon Wars                                   | Platoon Fanning            | |
| 1998      | Grace & Glorie                                      | Rosemary Allbright         | |
| 2000      | Judging Amy                                         | Celeste                    | Episódio: "Blast From The Past" |
| 2000      | City of Angels                                      | Enfermeira Lynnette Peeler | 19 episódios |
| 2001      | Amy & Isabelle                                      | Dottie                     | |
| 2001      | Providence                                          | Dr.ª Eleanor Weiss         | Episódio: "You Can Count On Me" |
| 2001      | The Guardians                                       |                            | Episódio: "The Men from the Boys" |
| 2001      | Third Watch                                         | Margo Rodriguez            | Episódio: "Act Brave |
| 2002      | Father Lefty                                        |                            | |
| 2002      | Law & Order: Criminal Intent                        | Terry Randolph             | Episódio: "Badge" |
| 2002      | The Division                                        | Dr.ª Georgia Davis         | Episódio: "Remembrance" |
| 2002      | CSI: Crime Scene Investigation                      | Attorney Campbell          | Episódio: "The Execution of Catherine Willows" |
| 2003      | Hack                                                | Stevie Morgan              | Episódio: "Third Strike" |
| 2003      | The Practice                                        | Aisha Crenshaw             | Episódio: "We the People" |
| 2003      | Law & Order: Special Victims Unit                   | Donna Emmett               | 9 episódios até 2008. |
| 2004      | Century City                                        | Hannah Crane               | 9 episódios. |
| 2005      | Threshold                                           | Victoria Rossi             | Episódio: "Shock" |
| 2005      | Jesse Stone: Stone Cold                             | Molly Crane                | |
| 2006      | Jesse Stone: Night Passage                          | Molly Crane                | |
| 2006      | Jesse Stone: Death in Paradise                      | Molly Crane                | |
| 2006      | Without a Trace                                     | Audrey Williams            | Episódio: "White Balance" |
| 2006      | Life Is Not a Fairytale: The Fantasia Barrino Story | Diane Barrino              | |
| 2007      | Pit Fort                                            |                            | |
| 2007      | Jesse Stone: Sea Change                             | Molly Crane                | |
| 2007      | Traveler                                            | Agente Jan Marlow          | 8 episódios |
| 2008      | Brothers & Sisters                                  | Ellen Snyder               | Episódio: "Double Negative" |
| 2008      | The Andromeda Strain                                | Dr.ª Charlene Barton       | |
| 2009      | United States of Tara                               | Lynda P. Frazier           | Indicada: NAACP Image Award de Melhor Atriz Coadjuvante em Série de Comédia |
| 2014-2020 | How to Get Away With Murder                         | Annalise Keating           | SAG de Melhor Atriz em Série Dramática (2014) Indicada: Globo de Ouro de Melhor Atriz em Série Dramática (2014) Emmy Award de Melhor Atriz em Série Dramática (2015) SAG de Melhor Atriz em Série Dramática (2015) SAG de Melhor Atriz em Série Dramática (2016) |

## Teatro
| Ano  | Canção         | Artista         |
| ---- | -------------- | --------------- |
| 1992 | I Have Nothing | Whitney Houston |
| 2009 | Obsessed       | Mariah Carey    |

## Prêmios e Indicações
| Ano                           | Categoria                                 | Indicado/Obra               | Resultado | Ref.   |
| ----------------------------- | ----------------------------------------- | --------------------------- | --------- | ------ |
| Prêmios da Academia           |                                           |                             |           |        |
| 2008                          | Melhor Atriz Coadjuvante                  | Doubt                       | Indicado  | [ 33 ] |
| 2011                          | Melhor Atriz Principal                    | The Help                    | Indicado  | [ 34 ] |
| 2017                          | Melhor Atriz Coadjuvante                  | Fences                      | Venceu    | [ 35 ] |
| 2021                          | Melhor Atriz Principal                    | Ma Rainey's Black Bottom    | Indicado  | [ 36 ] |
| Prêmio BAFTA                  |                                           |                             |           |        |
| 2011                          | Melhor Atriz em Papel Principal           | The Help                    | Indicado  | [ 37 ] |
| 2016                          | Melhor Atriz em Papel Secundário          | Fences                      | Venceu    | [ 38 ] |
| 2018                          | Melhor Atriz em Papel Principal           | Widows                      | Indicado  | [ 39 ] |
| 2023                          | Melhor Atriz em Papel Principal           | The Woman King              | Indicado  |        |
| Emmy do Primetime             |                                           |                             |           |        |
| 2015                          | Melhor Atriz em Série Dramática           | How to Get Away with Murder | Venceu    | [ 40 ] |
| 2016                          | Melhor Atriz em Série Dramática           | How to Get Away with Murder | Indicado  | [ 41 ] |
| 2017                          | Melhor Atriz em Série Dramática           | How to Get Away with Murder | Indicado  | [ 42 ] |
| 2018                          | Melhor Atriz Convidada em Série Dramática | Scandal                     | Indicado  | [ 43 ] |
| 2019                          | Melhor Atriz em Série Dramática           | How to Get Away with Murder | Indicado  | [ 44 ] |
| Globo de Ouro                 |                                           |                             |           |        |
| 2008                          | Melhor Atriz Coadjuvante - Cinema         | Doubt                       | Indicado  | [ 45 ] |
| 2011                          | Melhor Atriz em Filme Dramático           | The Help                    | Indicado  | [ 46 ] |
| 2014                          | Melhor Atriz em Série Dramática           | How to Get Away with Murder | Indicado  | [ 47 ] |
| 2015                          | Melhor Atriz em Série Dramática           | How to Get Away with Murder | Indicado  | [ 48 ] |
| 2016                          | Melhor Atriz Coadjuvante - Cinema         | Fences                      | Venceu    | [ 49 ] |
| 2021                          | Melhor Atriz em Filme Dramático           | Ma Rainey's Black Bottom    | Indicado  | [ 50 ] |
| 2023                          | Melhor Atriz em Filme Dramático           | The Woman King              | Indicado  |        |
| Prêmios SAG                   |                                           |                             |           |        |
| 2008                          | Melhor Atriz Secundária em Cinema         | Doubt                       | Indicado  |        |
| 2008                          | Melhor Elenco em Cinema                   | Doubt                       | Indicado  |        |
| 2011                          | Melhor Atriz em Cinema                    | The Help                    | Venceu    |        |
| 2011                          | Melhor Elenco em Cinema                   | The Help                    | Venceu    |        |
| 2014                          | Melhor Atriz em Série de Drama            | How to Get Away with Murder | Venceu    |        |
| 2015                          | Melhor Atriz em Série de Drama            | How to Get Away with Murder | Venceu    |        |
| 2016                          | Melhor Atriz Secundária em Cinema         | Fences                      | Venceu    |        |
| 2016                          | Melhor Elenco em Cinema                   | Fences                      | Indicado  |        |
| 2021                          | Melhor Atriz em Cinema                    | Ma'Raineys Black Bottom     | Venceu    |        |
| E! People's Choice Awards     |                                           |                             |           |        |
| 2014                          | Atriz Favorita de Série Dramática         | How to Get Away with Murder | Venceu    |        |
| 2015                          | Atriz Favorita de Série Dramática         | How to Get Away with Murder | Indicado  |        |
| 2014                          | Atriz Favorita de Série Dramática         | How to Get Away with Murder | Indicado  |        |
| Prêmios MTV Movie             |                                           |                             |           |        |
| 2012                          | Melhor Elenco                             | The Help                    | Indicado  | [ 51 ] |
| Prêmios Critics' Choice Movie |                                           |                             |           |        |
| 2008                          | Melhor Atriz Coadjuvante em Cinema        | Doubt                       | Indicado  | [ 52 ] |
| 2008                          | Melhor Elenco em Cinema                   | Doubt                       | Indicado  | [ 52 ] |
| 2011                          | Melhor Atriz em Cinema                    | The Help                    | Venceu    | [ 53 ] |
| 2011                          | Melhor Elenco em Cinema                   | The Help                    | Venceu    | [ 53 ] |
| 2016                          | Prêmio #SeeHer (Honorário)                | Viola Davis                 | Venceu    | [ 54 ] |
| 2016                          | Melhor Atriz Coadjuvante em Cinema        | Fences                      | Venceu    | [ 54 ] |
| 2016                          | Melhor Elenco em Cinema                   | Fences                      | Indicado  | [ 54 ] |
| 2018                          | Melhor Elenco em Cinema                   | Widows                      | Indicado  | [ 55 ] |
| 2023                          | Melhor Atriz                              | The Woman King              | Indicado  |        |